# Г'юберт Інгрем
Г'юберт Александер Інгрем (англ. Hubert Alexander Ingraham; нар. 4 серпня 1947) — прем'єр-міністр Багамських Островів з 21 серпня 1992 до 3 травня 2002 та з 4 травня 2007 до 8 травня 2012 року.

## Коротка біографія
Член парламенту з 1977 року, займав міністерські пости з 1982 до 1984 року. Після виходу у відставку в зв'язку з корупційними скандалами з 1987 року Інгрем — незалежний депутат парламенту, 1990 року перейшов до опозиції та очолив опозиційний Вільний національний рух (ВНР). Після перемоги 1992 року його партії на парламентських виборах замінив на посту прем'єра Ліндена Піндлінга, який обіймав цю посаду понад 25 років. 2002 року вийшов у відставку з посту лідера партії на користь Томаса Тернквеста. Того ж року ВНР програв вибори Прогресивній ліберальній партії під керівництвом Перрі Крісті, який став новим прем'єр-міністром.
2005 року Інгрема знову було обрано лідером партії й на парламентських виборах 2 травня 2007 року здобув переконливу перемогу, знову ставши прем'єр-міністром. В новому уряді він посів також посаду міністра фінансів.
На парламентських виборах 2012 року партія Інгрема зазнала поразки, після чого на посту прем'єр-міністра його знову замінив Перрі Крісті.